# Ibrahim Somé
Ibrahim Lamine Mokabi Somé-Salombo plus connu sous le nom d'Ibrahim Somé est un footballeur congolais né le 24 mai 1988 à Kinshasa. Il évolue actuellement au club de Saint-Trond VV en prêt du RWDM Brussels FC. Cet attaquant vif et doué face au but est l'un des grands espoirs congolais de sa génération. Il est actuellement sélectionné en équipe de République démocratique du Congo de football et compte trois sélections. Il mesure 1,82 m. Il est gaucher.

## Clubs successifs
- 2008-2009 :  FK Étoile rouge de Belgrade
- 2009-2010 :  FCV Dender EH
- 2010-2011 :  F91 Dudelange
- 2011-2013 :  UR La Louvière Centre
- depuis 2013 :  RWDM Brussels FC
  - depuis jan. 2014 :  K Saint-Trond VV (prêt)

## Palmarès
- Championnat du Luxembourg : 2011
- 3 sélections